# Skeireins
La Skeireins (in gotico: 𐍃𐌺𐌴𐌹𐍂𐌴𐌹𐌽𐍃, AFI: [ˈskiːriːns]; trad. "spiegazione") è il più corposo e più importante documento di lingua gotica dopo la Bibbia scritta da Ulfila. È composto da otto frammenti di un commentario al vangelo secondo Giovanni, e si crede che in origine si estendesse su oltre 78 fogli di pergamena. Deve il titolo allo studioso tedesco del XIX secolo Hans Ferdinand Massmann, che fu il primo a redigerne un'edizione corretta e comprensibile.